# Monte Falterona
Monte Falterona is een berg in de Apennijnen in de streek Casentino in de Italiaanse regio Toscane. De berg is 1654 meter hoog en maakt deel uit van het Nationaal park Foreste Casentinesi, Monte Falterona, Campigna. Op de top komen de grenzen van de provincies Florence, Arezzo en Forlì-Cesena samen. De berg bestaat grotendeels uit zandsteen. Op een van de flanken, op een hoogte van 1358 m, ontspringt de Arno, wat zelfs beschreven werd in het Purgatorio van de La Divina Commedia van Dante Alighieri.
Op de oostflank van de berg bevindt zich een klein meer, in de 19e eeuw bekend geworden als het "Lago degli Idoli". Bij het meer werd bij toeval door een vrouwelijke herder in 1836 een klein bronzen beeldje gevonden dewelke Herakles voorstelde. Toen dit bekend werd begonnen dorpelingen in en rond het meer te zoeken. Uiteindelijk werden meer dan 600 Etruskische bronzen beeldjes en 2000 andere artefacten gevonden, variërend in ouderdom tussen 600 en 200 voor Christus. De groothertog van Toscane Leopold II zag af van zijn aankooprechten en de collectie raakte verspreid. Uiteindelijk eindigde een deel van de collectie in enkele musea, waaronder het Londense British Museum, het Louvre in Parijs en het Hermitage in Sint-Petersburg.

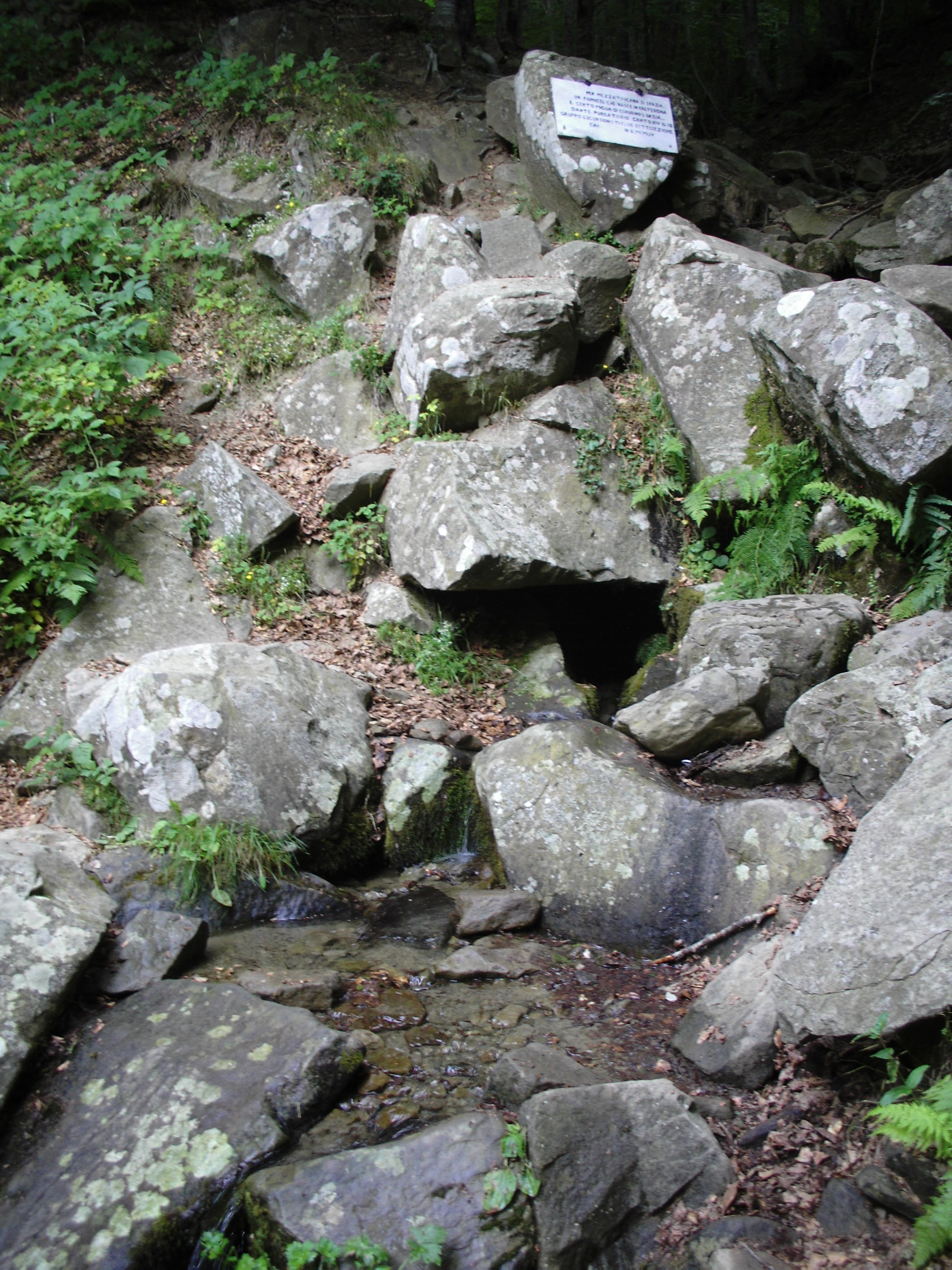
Il capo d'Arno, de bron van de Arno
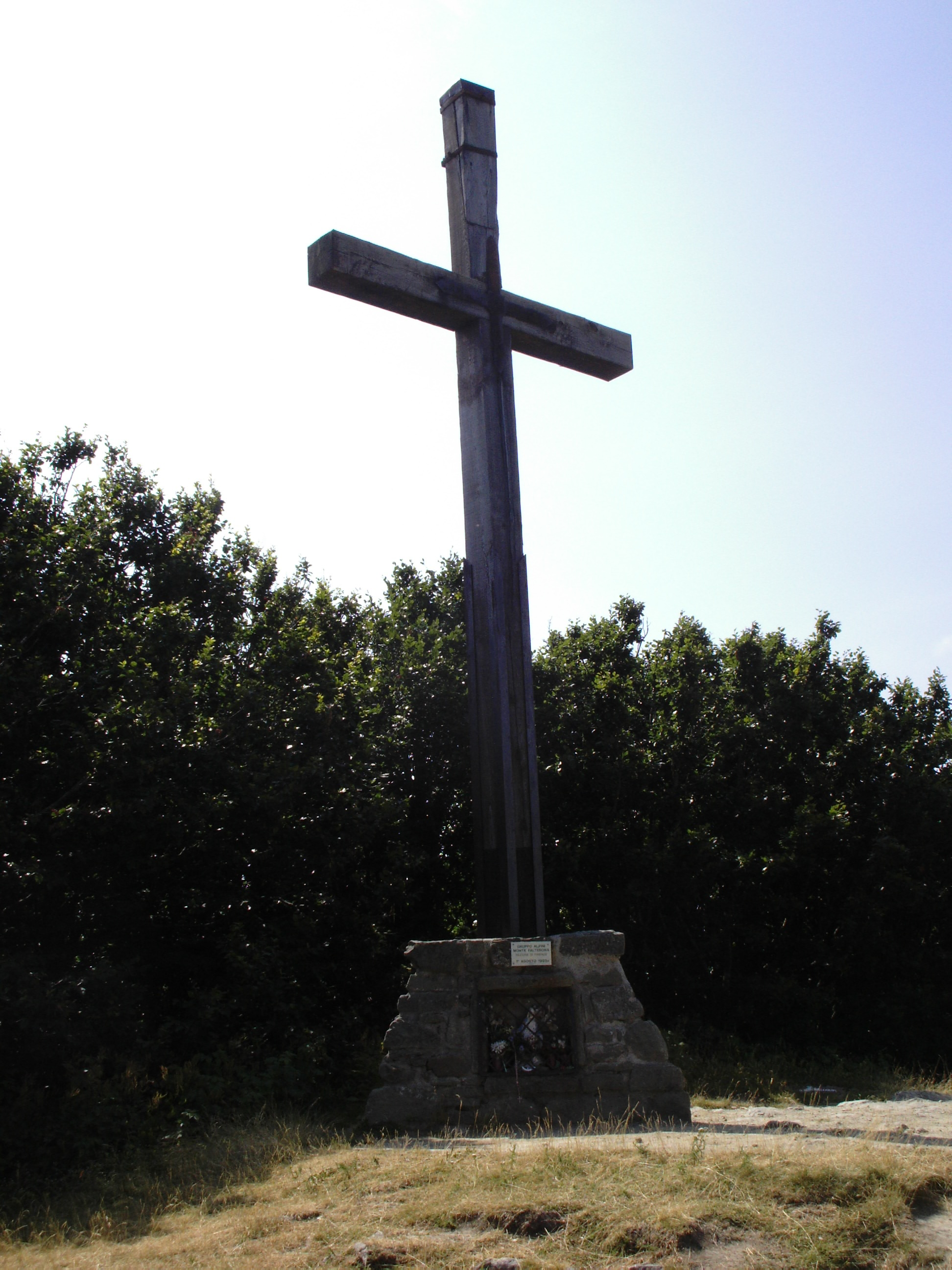
Kruis op de top van Monte Falterona
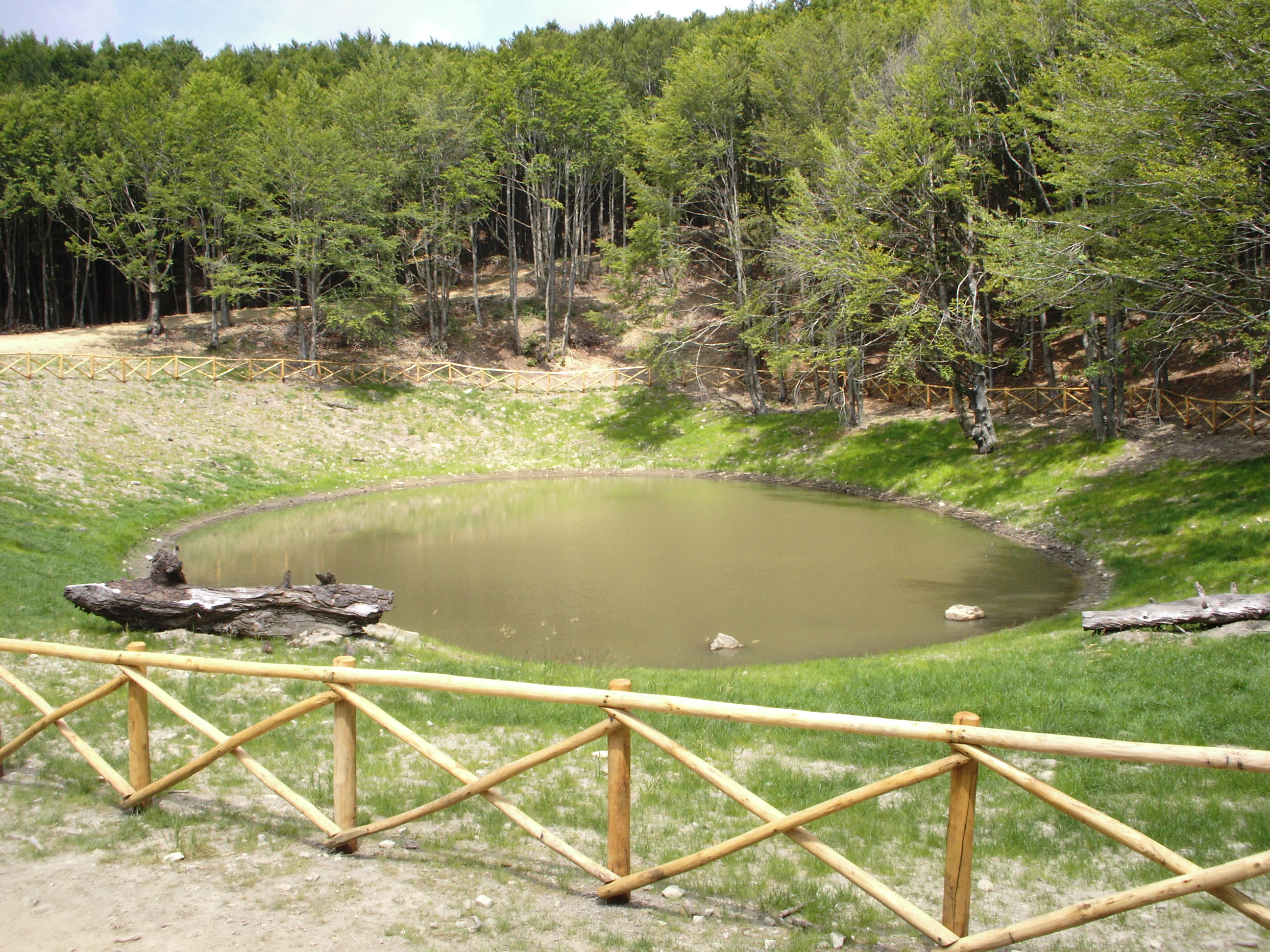
Het Lago degli Idoli